# Château-Renault
Pour les articles homonymes, voir Château (homonymie), Renault (homonymie) et Châteaurenault (homonymie).
Château-Renault est une commune française située dans le département d'Indre-et-Loire, en région Centre-Val de Loire.

## Géographie

### Localisation et paysages
La ville est située à l'extrémité nord-est du plateau de la Gâtine, à la limite avec le département de Loir-et-Cher et  au confluent de deux rivières, la Brenne et le Gault. Son altitude varie de 90 m à 140 m sur le plateau. La superficie de la commune est de 351 hectares.
Située au nord de l'autoroute A10, elle marque le carrefour entre la RN 10, à équidistance, 28 km, entre Tours au sud-ouest et Vendôme au nord-est et la départementale D 766, à 30 km à l'ouest de Blois.
|            | Neuville-sur-Brenne |        |
| Le Boulay  | Château-Renault     | Saunay |
| Villedomer | Auzouer-en-Touraine |        |

### Hydrographie

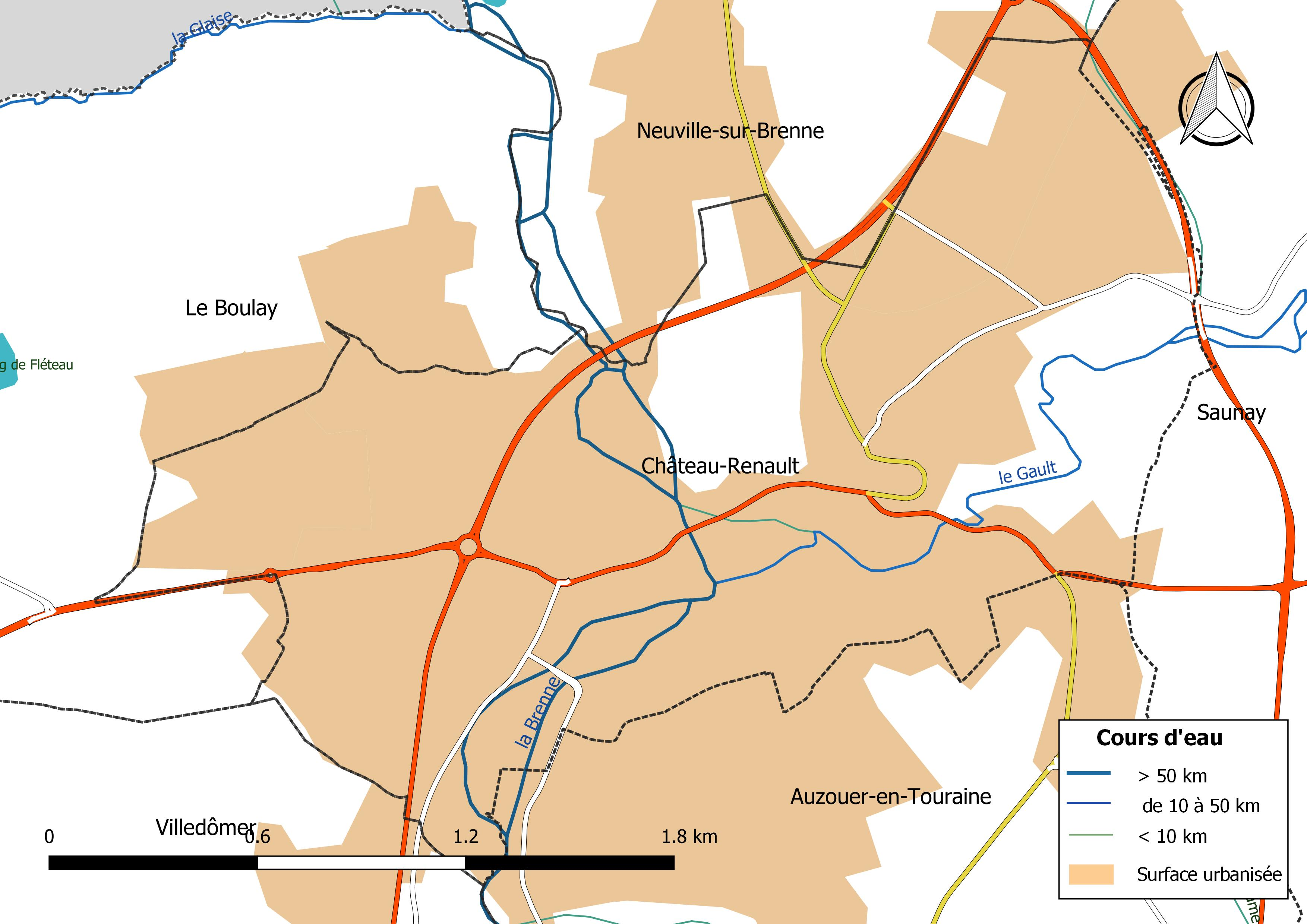
Réseau hydrographique de Château-Renault.

Le réseau hydrographique communal, d'une longueur totale de 6,26 km, comprend deux cours d'eau notables, la Brenne (1,75 km) et le Gault (2,241 km), et deux petits cours d'eau pour certains temporaires,.
La Brenne, d'une longueur totale de 54,2 km, prend sa source à 127 mètres d'altitude près du lieu-dit Le Moulin à Vent sur la commune de Pray et se jette dans la Cisse à Vernou-sur-Brenne, à 50 mètres d'altitude, à l'est de Vouvray 15 communes. La station hydrométrique de Villedômer [Bas Villaumay Amont] permet de caractériser les paramètres hydrométriques de la Brenne. Le débit mensuel moyen (calculé sur 51 ans pour cette station) varie de 0,39 m3/s au mois d'août à 2,83 m3/s au mois de février. Le débit instantané maximal observé sur cette station est de 72,6 m3/s le 14 mars 2001, la hauteur maximale relevée a été de 2,08 m ce même jour,.
Sur le plan piscicole, la Brenne est classée en première catégorie piscicole. Le groupe biologique dominant est constitué essentiellement de salmonidés (truite, omble chevalier, ombre commun, huchon).
Le Gault, d'une longueur totale de 16,8 km, prend sa source à Saint-Cyr-du-Gault (Loir-et-Cher), et se jette dans la Brenne sur le territoire communal, dans le bourg, après avoir traversé 4 communes. Ce cours d'eau est classé dans la liste 1 au titre de l'article L. 214-17 du code de l'environnement sur le Bassin Loire-Bretagne. Du fait de ce classement, aucune autorisation ou concession ne peut être accordée pour la construction de nouveaux ouvrages s'ils constituent un obstacle à la continuité écologique et le renouvellement de la concession ou de l'autorisation des ouvrages existants est subordonné à des prescriptions permettant de maintenir le très bon état écologique des eaux. Sur le plan piscicole, le Gault est également classé en deuxième catégorie piscicole.
Deux zones humides ont été répertoriées sur la commune par la direction départementale des territoires (DDT) et le conseil départemental d'Indre-et-Loire : « la vallée de la Brenne en amont de Château-Renault » et « la vallée du Gault entre Saunay et Château-Renault »,.

### Climat
Pour des articles plus généraux, voir Climat du Centre-Val de Loire et Climat d'Indre-et-Loire.
En 2010, le climat de la commune est de type climat océanique dégradé des plaines du Centre et du Nord, selon une étude du CNRS s'appuyant sur une série de données couvrant la période 1971-2000. En 2020, Météo-France publie une typologie des climats de la France métropolitaine dans laquelle la commune est exposée à un climat océanique altéré et est dans la région climatique Moyenne vallée de la Loire, caractérisée par une bonne insolation (1 850 h/an) et un été peu pluvieux.
Pour la période 1971-2000, la température annuelle moyenne est de 10,9 °C, avec une amplitude thermique annuelle de 15,1 °C. Le cumul annuel moyen de précipitations est de 710 mm, avec 10,8 jours de précipitations en janvier et 7 jours en juillet. Pour la période 1991-2020, la température moyenne annuelle observée sur la station météorologique de Météo-France la plus proche, sur la commune de Saunay à 5 km à vol d'oiseau, est de 12,0 °C et le cumul annuel moyen de précipitations est de 657,3 mm,. Pour l'avenir, les paramètres climatiques de la commune estimés pour 2050 selon différents scénarios d'émission de gaz à effet de serre sont consultables sur un site dédié publié par Météo-France en novembre 2022.

## Urbanisme

### Typologie
Au 1er janvier 2024, Château-Renault est catégorisée petite ville, selon la nouvelle grille communale de densité à sept niveaux définie par l'Insee en 2022.
Elle appartient à l'unité urbaine de Château-Renault, une agglomération intra-départementale regroupant deux  communes, dont elle est ville-centre,,. Par ailleurs la commune fait partie de l'aire d'attraction de Tours, dont elle est une commune de la couronne,. Cette aire, qui regroupe 162 communes, est catégorisée dans les aires de 200 000 à moins de 700 000 habitants,.

### Occupation des sols
L'occupation des sols de la commune, telle qu'elle ressort de la base de données européenne d’occupation biophysique des sols Corine Land Cover (CLC), est marquée par l'importance des territoires artificialisés (81,5 % en 2018), en augmentation par rapport à 1990 (78 %). La répartition détaillée en 2018 est la suivante : 
zones urbanisées (67,7 %), zones industrielles ou commerciales et réseaux de communication (13,8 %), terres arables (10,9 %), zones agricoles hétérogènes (6,1 %), forêts (1,5 %), prairies (0,1 %). L'évolution de l’occupation des sols de la commune et de ses infrastructures peut être observée sur les différentes représentations cartographiques du territoire : la carte de Cassini (XVIIIe siècle), la carte d'état-major (1820-1866) et les cartes ou photos aériennes de l'IGN pour la période actuelle (1950 à aujourd'hui).

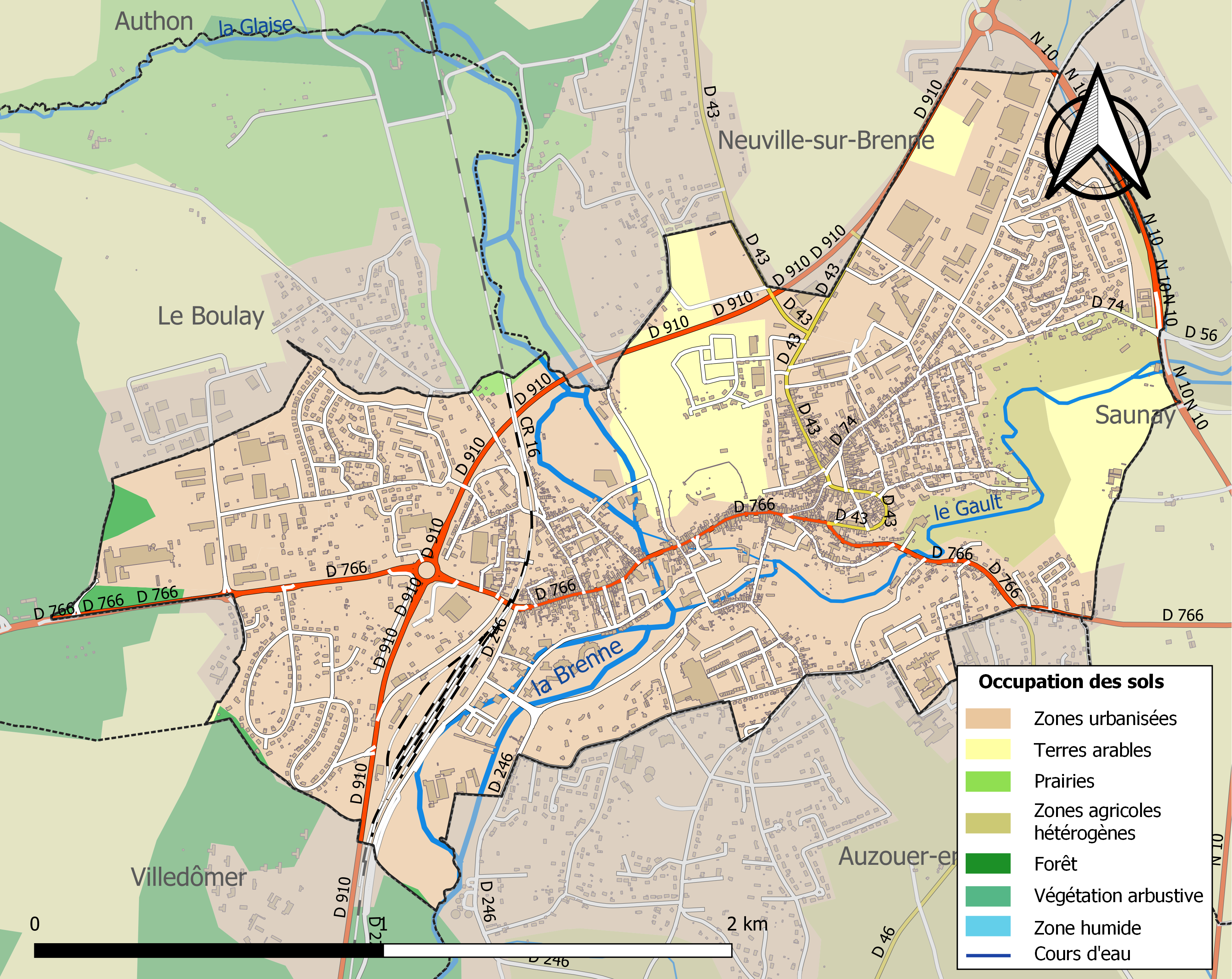
Carte des infrastructures et de l'occupation des sols de la commune en 2018 (CLC).

### Risques majeurs
Le territoire de la commune de Château-Renault est vulnérable à différents aléas naturels : météorologiques (tempête, orage, neige, grand froid, canicule ou sécheresse) et séisme (sismicité très faible). Il est également exposé à un risque technologique, et  le risque industriel. Un site publié par le BRGM permet d'évaluer simplement et rapidement les risques d'un bien localisé soit par son adresse soit par le numéro de sa parcelle.

#### Risques naturels

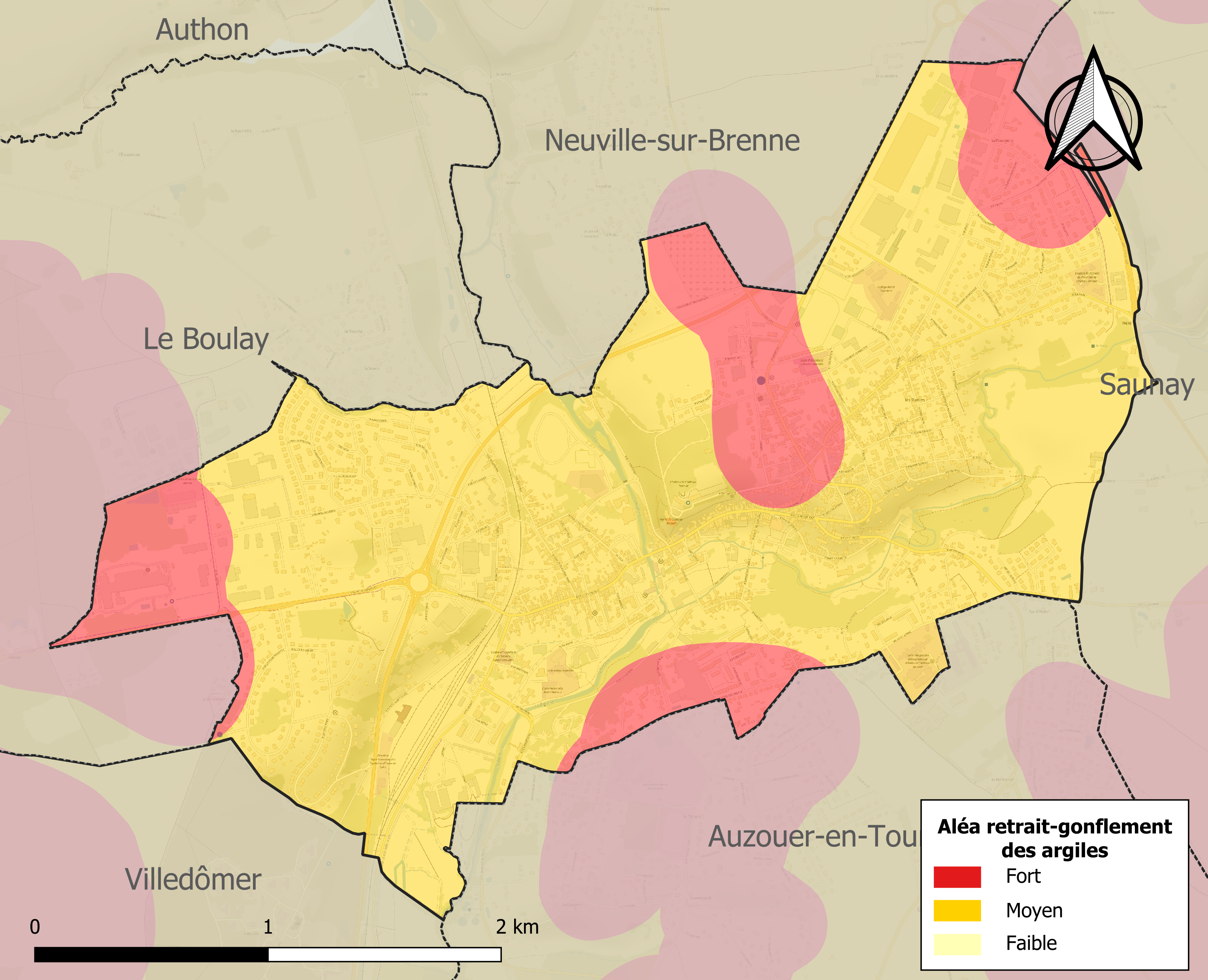
Carte des zones d'aléa retrait-gonflement des sols argileux de Château-Renault.

Le retrait-gonflement des sols argileux est susceptible d'engendrer des dommages importants aux bâtiments en cas d’alternance de périodes de sécheresse et de pluie. La totalité de la commune est en aléa moyen ou fort (90,2 % au niveau départemental et 48,5 % au niveau national). Sur les 1 799 bâtiments dénombrés sur la commune en 2019, 1799 sont en aléa moyen ou fort, soit 100 %, à comparer aux 91 % au niveau départemental et 54 % au niveau national. Une cartographie de l'exposition du territoire national au retrait gonflement des sols argileux est disponible sur le site du BRGM,.
Concernant les mouvements de terrains, la commune a été reconnue en état de catastrophe naturelle au titre des dommages causés par la sécheresse en 1996, 2005, 2011 et 2019 et par des mouvements de terrain en 1999 et 2002.

#### Risques technologiques
La commune est exposée au risque industriel du fait de la présence sur son territoire d'une entreprise soumise à la directive européenne SEVESO.

### Transports publics
La gare SNCF de Château-Renault, ouverte en 1867, est desservie par les trains et cars TER de la ligne Tours-Châteaudun-Chartres.
La commune dispose également d'un service de transport urbain intra-muros, gratuit pour tous, circulant du lundi au vendredi.

## Toponymie

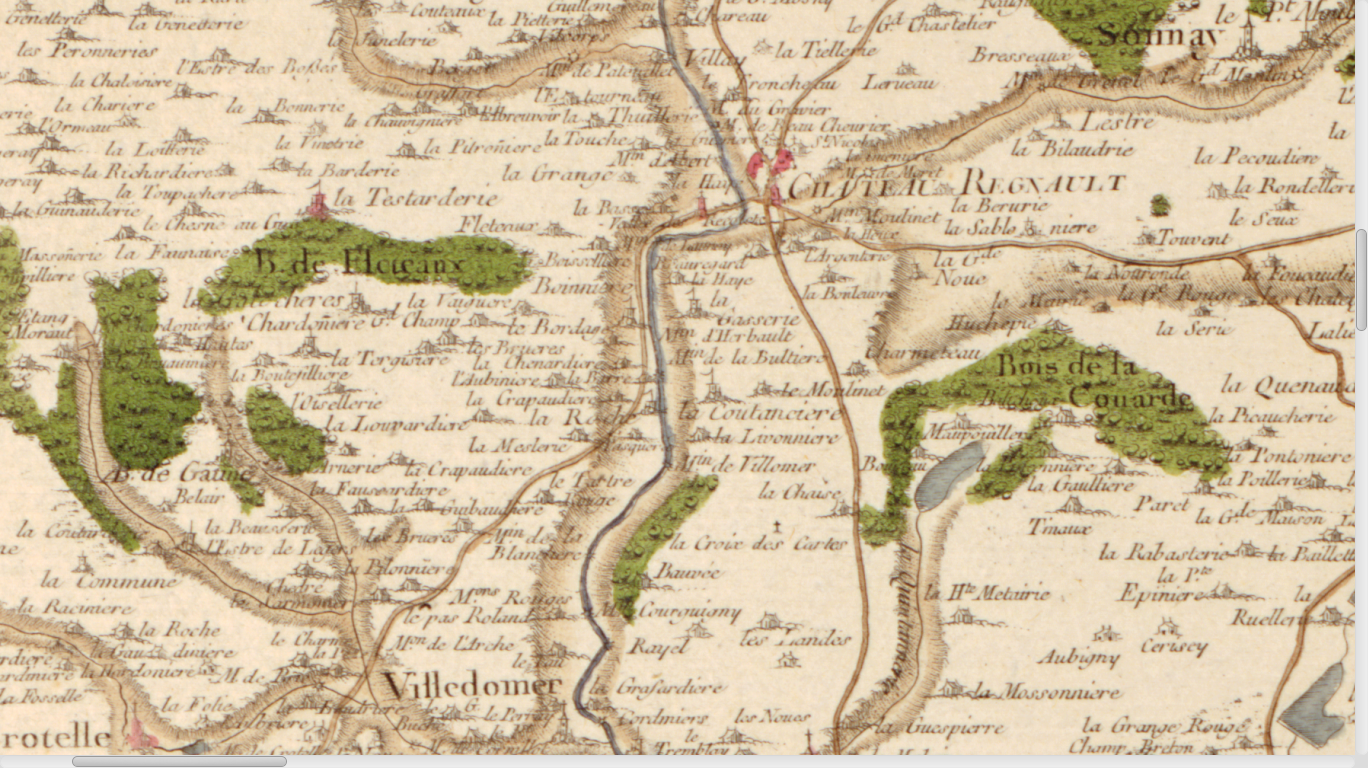
Topographie et toponymie, Cassini, 1756.

## Histoire
Le comte Thibaut IV de Blois érige vers 1140 un donjon cylindrique sur motte (après que le château antérieur a été incendié). Une enceinte maçonnée longue de 170 sur 9 m l'enserre. Dominant la ville qui s'est installée à son pied, la place était protégée sur trois de ses faces par un fossé, le côté sud bordant la falaise. L'accès au château se faisait à l'est.
Le 19 mars 1560, le chef protestant Jean du Barry est assassiné dans la forêt de Château-Renault, à la suite de la conjuration d’Amboise, prélude aux guerres de religion.
Château-Renault fut chef-lieu de district de 1790 à 1795.
Au cours de la Révolution française, la commune porta provisoirement le nom de Mont-Braine.

### «Cité du cuir»
Ancienne « Cité du cuir », mémoire ouvrière de l'industrie de la tannerie, Château-Renault est réputée pour son Musée du cuir. Le musée propose des visites thématiques qui présentent les différentes étapes de ce savoir-faire (ébourrage, écharnage...).
"Château-Renault est pour les cuirs ce que Lyon est pour la soie, Lille pour le lin et Bordeaux pour le vin :  une capitale. La marque vaut de l'or ; tout cuir portant cette estampille fait prime" pouvait-on lire au XIXe siècle, d'après Victor-Eugène Ardouin-Dumazet. En effet, les cuirs de Château-Renault étaient mondialement connus. Pourquoi ? Parce que la façon de tanner, appelée "tannage extra lent " permet d'obtenir un cuir tanné d'excellence, entre 24 et 30 mois (pour passer d'une peau brute à un cuir tanné).

### À l'origine des premières tanneries
Les premières tanneries de France ont vu le jour en 1480, et les premières tanneries de Château-Renault ont vu le jour en 1543. Elles se sont installées à Château-Renault parce qu'il y avait une source d'eau appelée Moulin. L'eau permettait de nettoyer les peaux des vaches. La ville est située au carrefour de deux rivières la Brenne et le Gault. Des forêts de chênes et de gâtines sont à proximité, idéales pour les écorces.

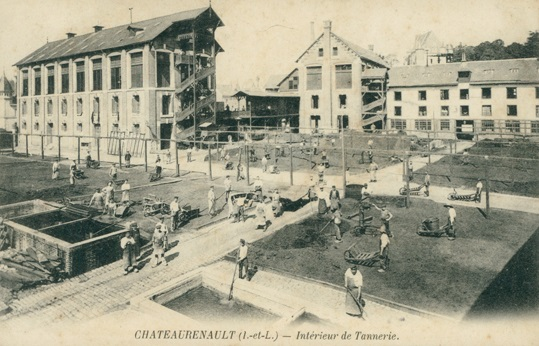
Intérieur de Tannerie à Château-Renault.

### La conception du cuir
À Château-Renault, le cuir était fabriqué en quatre étapes :
- L'étape du reverdissage consiste à saler puis rincer soigneusement les peaux pour éviter leur putréfaction.
- Ensuite vient l'étape du pelanage, qui consiste à baigner les peaux qui viennent juste d'être nettoyées dans des bacs contenant de la chaux (produit très corrosif).
- Enfin, l'ébourrage et l'écharnage consistent à épiler et à écharner la peau, afin d'éviter que la pourriture gagne le cuir.

### Le tanneur en 1870
Les conditions de vie d’un tanneur en 1870 sont précaires. Ils n’ont pas de sécurité, il y a un manque d’hygiène dans les tanneries. Les tanneurs sont payés 3 francs (ancien franc). Ce qui représente une belle somme pour cette époque. Ils font travailler les enfants jusqu’à 14 heures par jour. Les enfants représentent 1/10ième de la main-d’œuvre et sont surtout des garçons. Ce sont des emplois de petites forces comme faire le serveur lors du couchage en fosse, le transport de corbeilles de poudre.... Le tanneur était vêtu d'un habit brun à larges boutons, d'une veste de soie blanche, et d'un jabot ou de vieilles frusques recouvert d’un tablier. En fonction de leur statut, les tanneurs ont des rôles d'artisans et sont des gens du petit monde. Après la chute de l'empire en 1872, une grande enquête sur les conditions de travail en France.  La mairie de Château- Renault indique que les seules usines à l'époque sont les tanneries et les fabriques de colles fortes. Elles emploient, 557 hommes, 17 femmes (dont 15 pour la colle) et 35 enfants.

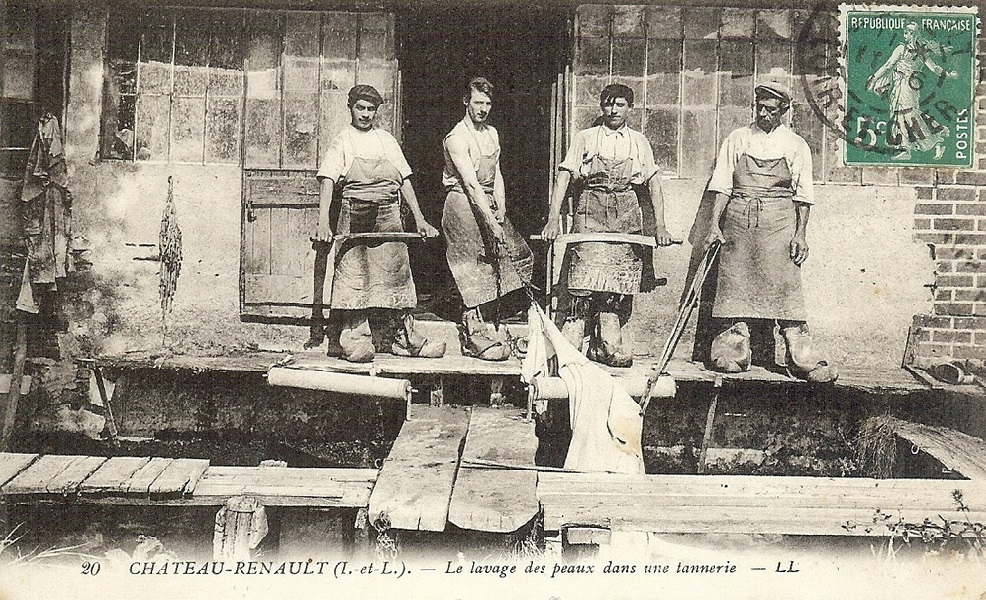
L'étape du reverdissage

### Les travaux de sauvegarde
À partir de 1985, lorsque toutes les usines ont été fermées, il s'agissait de détruire tous les bâtiments de la ville. Heureusement, un plan de sauvegarde et de restauration est arrivé afin de sauvegarder la tannerie Peltereau. Ces travaux ont été faits en 2006 et 2007 en ne modifiant aucun bâtiment d'origine. La ville a été récompensée des Rubans du Patrimoine 2008 : elle a été lauréate du prix du jury national.

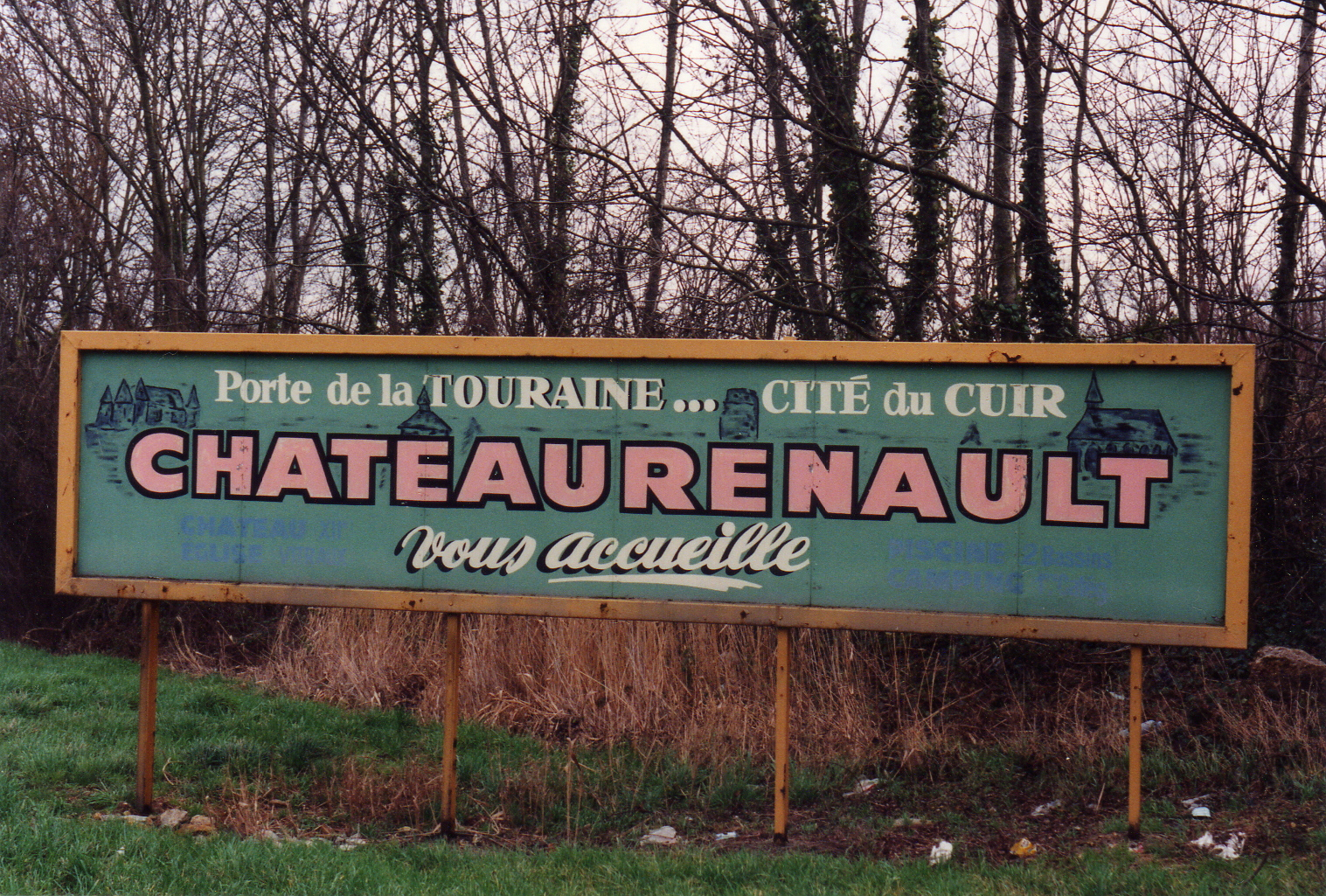
Ancienne pancarte : "Château-Renault, Porte de la Touraine la cité du cuir", située sur la route de la N 10. Elle a été remplacée.

## Politique et administration

### Tendances politiques et résultats
| Scrutin             | Scrutin             | 1er tour | 1er tour  | 1er tour | 1er tour | 1er tour | 1er tour | 1er tour | 1er tour | 1er tour | 1er tour | 1er tour | 1er tour | 2d tour | 2d tour | 2d tour | 2d tour | 2d tour | 2d tour |
| Scrutin             | Scrutin             | 1er      | 1er       | %        | 2e       | 2e       | %        | 3e       | 3e       | %        | 4e       | 4e       | %        | 1er     | 1er     | %       | 2e      | 2e      | %       |
| ------------------- | ------------------- | -------- | --------- | -------- | -------- | -------- | -------- | -------- | -------- | -------- | -------- | -------- | -------- | ------- | ------- | ------- | ------- | ------- | ------- |
| Présidentielle 2017 | Présidentielle 2017 |          | FN        | 27,55    |          | LFI      | 21,03    |          | EM       | 18,53    |          | LR       | 16,50    |         | EM      | 57,67   |         | FN      | 42,33   |
| Présidentielle 2022 | Présidentielle 2022 |          | RN        | 31,16    |          | LREM     | 23,28    |          | LFI      | 20,86    |          | REC      | 5,81     |         | RN      | 50,82   |         | LREM    | 49,18   |
| Législatives 2022   | 2e                  |          | LFI-Nupes | 27,88    |          | RN       | 27,55    |          | RE-Ens   | 24,37    |          | LR       | 8,87     |         | RE      | 55,02   |         | LFI     | 44,98   |
| Législatives 2024   | 2e                  |          | RN        | 40,38    |          | RE-Ens   | 26,96    |          | LFI-NFP  | 25,14    |          | LR       | 4,67     |         | RE      | 51,94   |         | RN      | 48,06   |

### Politique environnementale
Dans son palmarès 2016, le Conseil National des Villes et Villages Fleuris de France a attribué une fleur à la commune au Concours des villes et villages fleuris.

## Population et Société

### Démographie
L'évolution du nombre d'habitants est connue à travers les recensements de la population effectués dans la commune depuis 1793. Pour les communes de moins de 10 000 habitants, une enquête de recensement portant sur toute la population est réalisée tous les cinq ans, les populations de référence des années intermédiaires étant quant à elles estimées par interpolation ou extrapolation. Pour la commune, le premier recensement exhaustif entrant dans le cadre du nouveau dispositif a été réalisé en 2007.

En 2022, la commune comptait 4 560 habitants, en évolution de −9,15 % par rapport à 2016 (Indre-et-Loire : +1,67 %, France hors Mayotte : +2,11 %).
| 1793  | 1800  | 1806  | 1821  | 1831  | 1836  | 1841  | 1846  | 1851  |
| ----- | ----- | ----- | ----- | ----- | ----- | ----- | ----- | ----- |
| 2 030 | 2 518 | 2 052 | 2 208 | 2 468 | 2 434 | 2 877 | 3 108 | 3 270 |

| 1856  | 1861  | 1866  | 1872  | 1876  | 1881  | 1886  | 1891  | 1896  |
| ----- | ----- | ----- | ----- | ----- | ----- | ----- | ----- | ----- |
| 3 258 | 3 562 | 3 978 | 3 870 | 3 831 | 4 256 | 4 203 | 4 397 | 4 492 |

| 1901  | 1906  | 1911  | 1921  | 1926  | 1931  | 1936  | 1946  | 1954  |
| ----- | ----- | ----- | ----- | ----- | ----- | ----- | ----- | ----- |
| 4 261 | 4 299 | 4 135 | 4 063 | 4 097 | 4 106 | 3 877 | 4 180 | 4 035 |

| 1962  | 1968  | 1975  | 1982  | 1990  | 1999  | 2006  | 2007  | 2012  |
| ----- | ----- | ----- | ----- | ----- | ----- | ----- | ----- | ----- |
| 4 238 | 5 125 | 6 043 | 6 121 | 5 787 | 5 538 | 5 245 | 5 209 | 5 060 |

| 2017  | 2022  | - | - | - | - | - | - | - |
| ----- | ----- | - | - | - | - | - | - | - |
| 5 001 | 4 560 | - | - | - | - | - | - | - |

### Enseignement
Château-Renault est rattaché à l'académie d'Orléans-Tours (zone B) et dans la circonscription d'Amboise. La commune compte plusieurs établissements scolaires :
- L'école maternelle André-Malraux
- L'école maternelle Jules-Verne
- L'école élémentaire Gilbert-Combettes
- L'école élémentaire Nelson-Mandela
- Le collège André-Bauchant
- Le lycée professionnel Beauregard

## Économie et industrie
La ville possède un certain nombre de sites industriels, dont :
- Radiall, connectique aéronautique, 350 p. en 2020[46].

## Culture locale et patrimoine

### Lieux et monuments
- Le Musée du cuir ;
- Le château des comtes de Blois ; donjon du XIIe siècle[47].
- L'église Saint-André, bâtie au XVIe siècle sur une église priorale détruite peu auparavant. L'édifice est protégé au titre des Monuments Historiques depuis 1949, et comprend plusieurs mobiliers protégés eux aussi, dont un orgue[48].

### Personnalités liées à la commune
- François Louis Rousselet, marquis de Châteaurenault (1637-1716), maréchal de France en 1703.
- André Bauchant, peintre naïf, né à Château-Renault en 1873. Il meurt en 1958.
- Jean-François Martin Gardien (1755-1793), député à la Convention.
- René-Armand Peltereau-Villeneuve (1806-1881), homme politique.
- Albert Pesson (1843-1891), homme politique né et décédé à Châteaurenault, député d'Indre-et-Loire de 1885 à 1891.
- André Verrier (1919-2013), compagnon de la Libération.

### Héraldique
| Blason de Château-Renault | Les armes de Château-Renault se blasonnent ainsi : De gueules au château de trois tours d'argent en perspective, la tour du milieu en avant, les deux tours des flancs en arrière, le tout maçonné de sable. |